# Mât
Pour les articles homonymes, voir Mat.

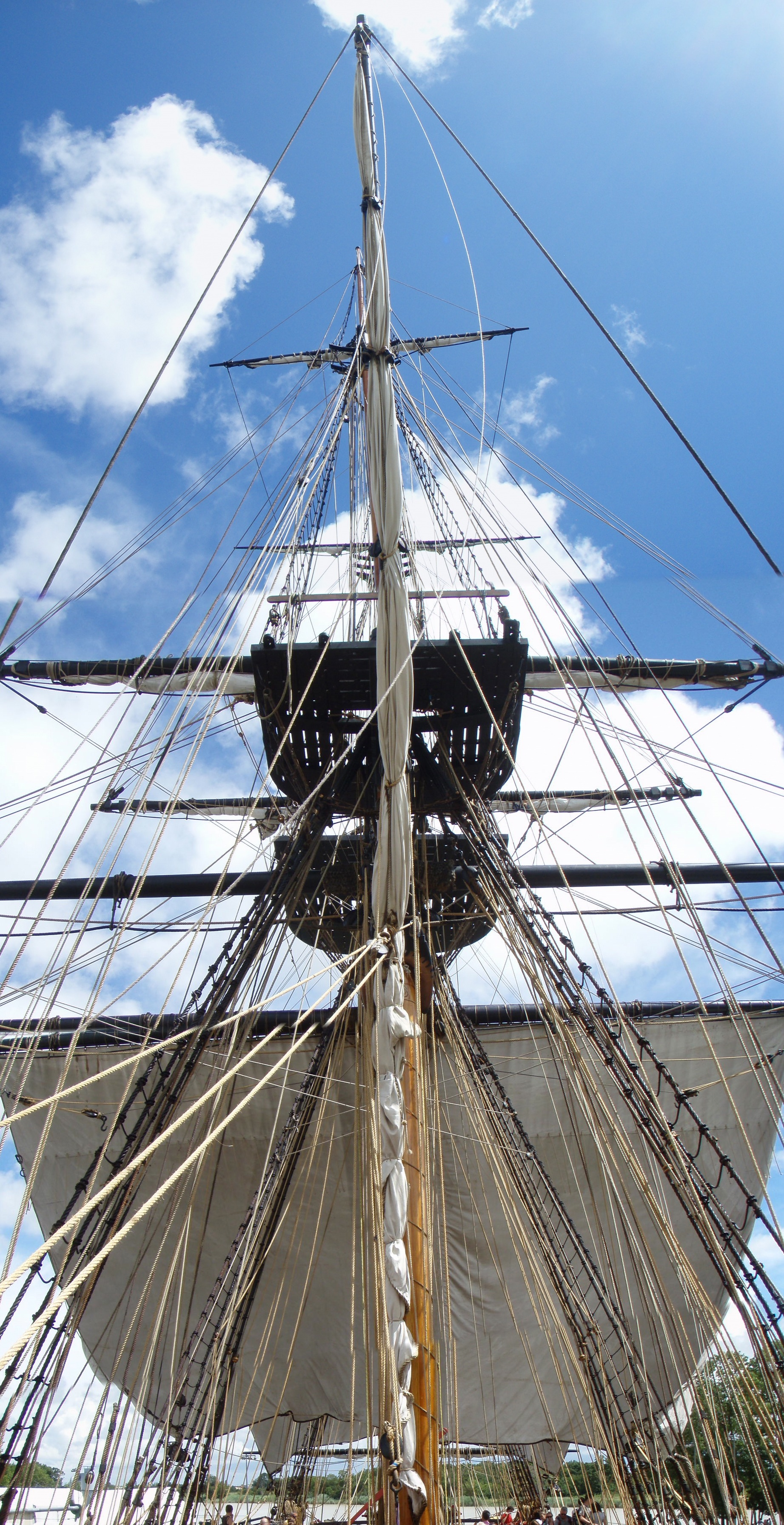
Mât sur lHermione (2014).

Le mât est une pièce généralement verticale, du gréement dormant d'un bateau à voile (espar), servant à soutenir les pièces nécessaires à la propulsion par le vent : voiles, vergues, bôme, étai, etc.
La mâture est l'ensemble des mâts d'un bâtiment.

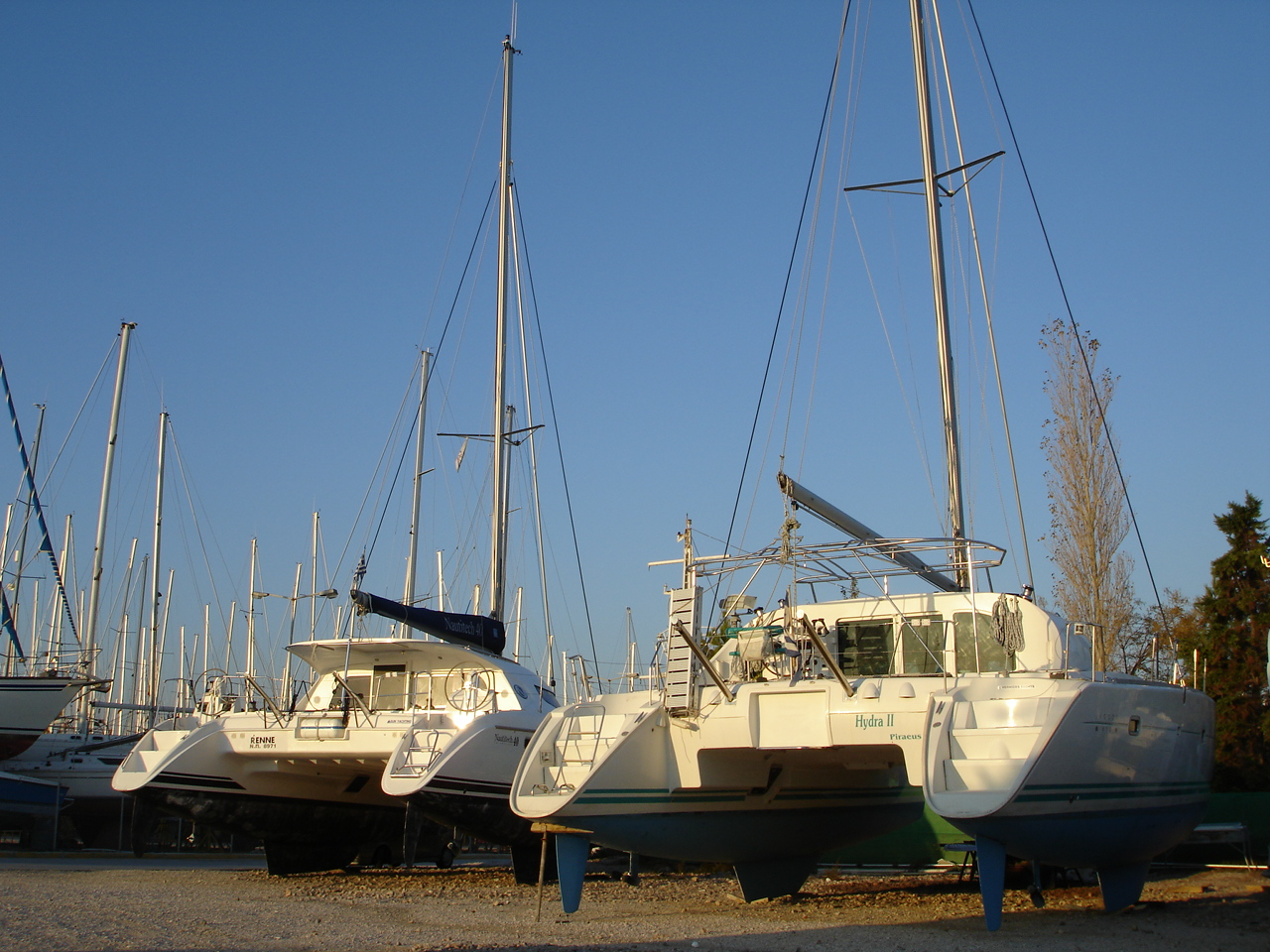
Les mâts des navires modernes sont en acier, en aluminium ou en fibre de carbone.

Le matériau utilisé peut être le bois, le métal (acier, aluminium) ou composite, et la structure peut être  constituée d'un seul élément ou de plusieurs éléments assemblés.
On parle également de mât pour d'autres types de véhicules à voiles comme le char à voile ou la planche à voile.

## Gréements anciens et traditionnels
Sur la plupart des navires, le mât passe à travers le pont par un trou que l'on appelle l'étambrai et repose sur la quille ; s'il repose sur le pont, celui-ci doit être soutenu par une épontille. 
Sur les navires à gréement traditionnel, les mâts portent généralement le nom de la voile principale dudit mât.
On distingue classiquement les mâts suivants :
- mât de misaine (à l'avant, peut être absent sur certains 2 mâts) ;
- grand mât (le plus grand) ;
- mât d'artimon (le plus sur l'arrière, peut être absent sur certains 2 mâts).

À ceci s'ajoute le mât de beaupré situé à la proue et très incliné vers l'avant, presque à l'horizontale (bowsprit en anglais).

### Navire entre 1 et 3 mâts
Les noms des mâts pour les navires à trois mâts et moins sont :
|                            | Arrière       | Centre    | Centre    | Avant          |
| -------------------------- | ------------- | --------- | --------- | -------------- |
| 1 mât                      |               | Grand mât | Grand mât |                |
| 2 mâts : ketch             | Mât d'artimon | Grand mât | Grand mât |                |
| 2 mâts : Brick et goélette |               | Grand mât | Grand mât | Mât de misaine |
| 3 mâts                     | Mât d'artimon | Grand mât | Grand mât | Mât de misaine |

Cas particuliers de certains gréements auriques : dans les gréements à voiles latines au tiers (mât de chaloupe, lougres, chasse-marée), le grand-mât est aussi appelé « mât de taillevent ». Certains mâts d'artimon de gréement aurique (yawl, cotre à tapecul), s'appellent « mâts de tapecul ». Ils sont situés à l'arrière du gouvernail.

### Navire entre 4 et 7 mâts
Dans le cas des mâts très nombreux (rare), les noms des mâts peut différer :
|                        | Arrière       | Centre       | Centre      | Centre            | Centre            | Centre          | Avant          |
| ---------------------- | ------------- | ------------ | ----------- | ----------------- | ----------------- | --------------- | -------------- |
| 4 mâts                 | Mât d'artimon |              |             | Grand mât arrière |                   | Grand mât avant | Mât de misaine |
| 5 mâts (rare)          | Mât d'artimon |              |             | Grand mât arrière | Grand mât central | Grand mât avant | Mât de misaine |
| 6 mâts (très rare)     | Mât d'artimon |              | Mât driveur | Grand mât arrière | Grand mât central | Grand mât avant | Mât de misaine |
| 7 mâts (1 seul navire) | Mât d'artimon | Mât presseur | Mât driveur | Grand mât arrière | Grand mât central | Grand mât avant | Mât de misaine |
| 7 mâts (1 seul navire) | Mât spanker   | Mât presseur | Mât driveur | Mât jigger        | Mât d'artimon     | Grand mât       | Mât de misaine |

### Termes anglais
En anglais, les termes présentent un faux-ami : « mizzen mast » pour désigner le mât d'artimon. Le mât de misaine est appelé « foremast ». Voici les termes utilisés en anglais, dans diverses configurations de mâts :

#### 1-3 mâts
|                 |    | Arrière       | Centre    | Avant                 |
| --------------- | -- | ------------- | --------- | --------------------- |
| 3 mâts et moins | fr | Mât d'artimon | Grand mât | Mât de misaine        |
| 3 mâts et moins | en | Mizzen mast   | Main mast | Fore mast ou foremast |

#### 4 mâts
Source.
|        |    | Arrière       | Centre            | Centre          | Avant          |
| ------ | -- | ------------- | ----------------- | --------------- | -------------- |
| 4 mâts | fr | Mât d'artimon | Grand mât arrière | Grand mât avant | Mât de misaine |
| 4 mâts | en | Jigger mast   | Mizzen mast       | Main mast       | Fore mast      |

#### 5-7 mâts
|                                   |    | Arrière       | Centre       | Centre      | Centre            | Centre            | Centre          | Avant          |
| --------------------------------- | -- | ------------- | ------------ | ----------- | ----------------- | ----------------- | --------------- | -------------- |
| 5-7 mâts (plusieurs possibilités) | fr | Mât d'artimon | Mât presseur | Mât driveur | Grand mât arrière | Grand mât central | Grand mât avant | Mât de misaine |
| 5-7 mâts (plusieurs possibilités) | en | Spanker mast  | Pusher mast  | Driver mast | Jigger mast       | Mizzen mast       | Main mast       | Fore mast      |
| 5-7 mâts (plusieurs possibilités) | en | Jigger mast   | Pusher mast  | Driver mast | Spanker mast      | Mizzen mast       | Main mast       | Fore mast      |

### Structure

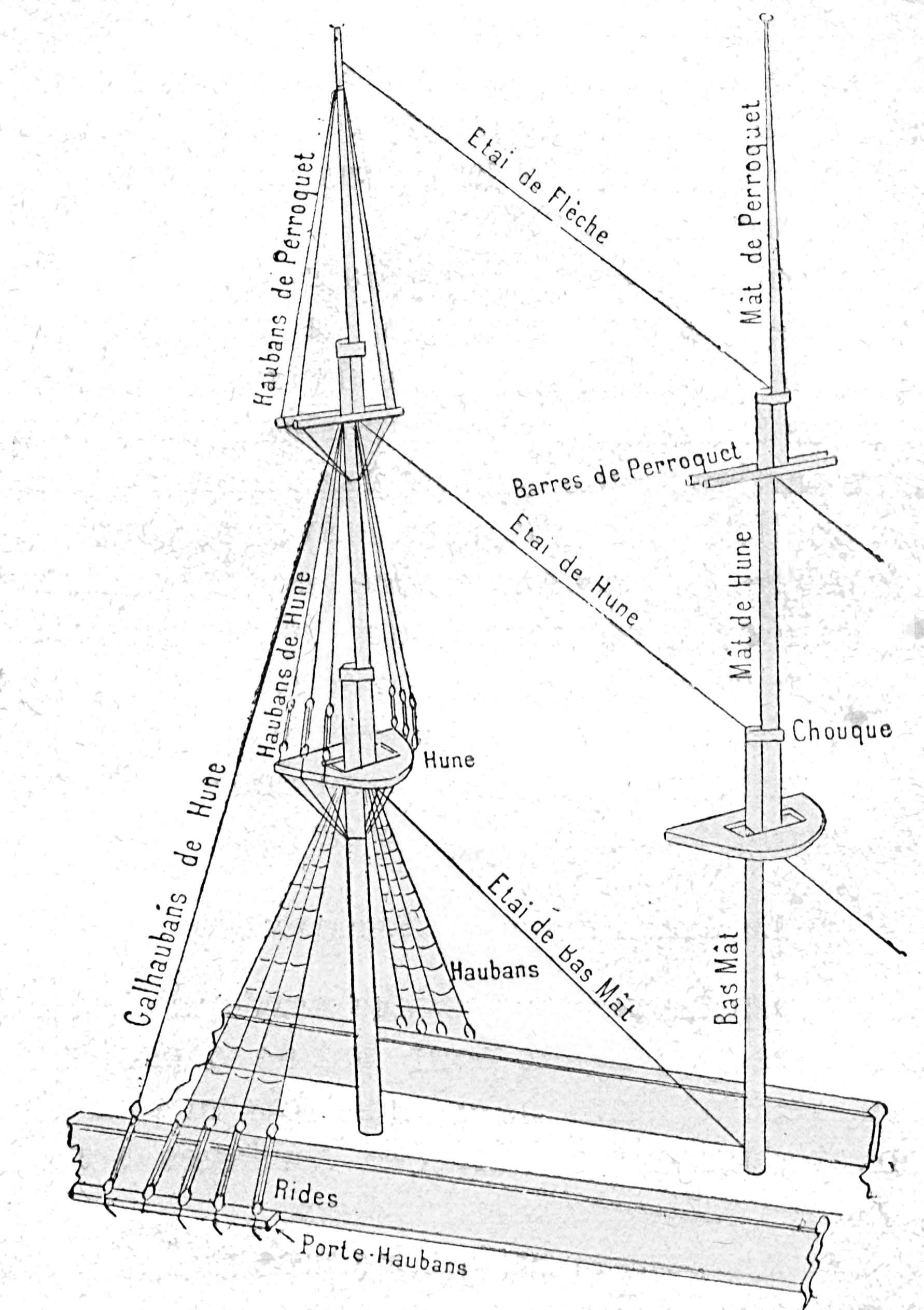
Mâture - manœuvre dormante.

Dans les petites embarcations, le mât est formé d'une seule pièce de bois (« mât à pible ») ou par l'assemblage de pièces lui donnant cette apparence, on dit alors qu'il est à pible. Lorsqu'il présente une inclinaison par rapport à la verticale, généralement sur l'arrière, on parle de quête du mât.
Sur les navires anciens en bois, un mât est un assemblage de plusieurs parties encastrées l'une dans l'autre, le tout étant maintenu par de nombreuses roustures ou des cercles métalliques posés à chaud. Le mât pénètre dans le pont par un trou appelé « étambrai » et va se fixer au fond de la coque dans une pièce nommée « emplanture ». L'emplanture est portée par la carlingue qui est une longue pièce de bois fixée parallèlement à la quille dans l'enfourchure de tous les couples.
Dans le cas d'un gréement carré on distingue généralement trois sous-structures (parfois quatre et plus) :
- le bas-mât[1] ;
- le mât de hune ;
- le mât de perroquet ;
- le mât de cacatois (si présence d'une 4e voile sur le mât).

Dans le cas d'un gréement aurique il ne comporte qu'une ou deux parties :
- le bas-mât[1] ;
- le mât de flèche.

On appelle « phare » l'ensemble des différents éléments de mâts assemblés et équipés de voiles (pour les gréements carrés et auriques) sur un seul mât.

## Gréements modernes

En haut, profil de section d'un mât classique ; en bas, celui d'un mât-aile.

Sur les navires à voile plus récents, notamment à partir du milieu du XIXe siècle, les mâts ont été réalisés en tôle d'acier roulée et rivetée. Ceci permettait une plus grande résistance, une facilité de fabrication et une plus grande fiabilité pour un poids réduit dans les hauts.
Sur certaines unités, ils ont même pu servir de cheminée de ventilation ou de conduit d'échappement pour les moteurs ou les cuisines.
Les voiliers de plaisance actuels ont, dans leur énorme majorité, des mâts en alliage d'aluminium, voire en composite carbone pour des unités de course et dont les profils parfois très élaborés (notamment mâts-ailes pivotants) peuvent même être une partie propulsive associée à la voile. Une partie des manœuvres courantes passe à l'intérieur, limitant le fardage et les bruits aériens. Cependant, les mâts en bois sont toujours employés sur des voiliers de croisière, surtout en lamellé-collé (permet l'utilisation de pièces de bois de petite taille plus faciles à trouver) qui permet une structure plus homogène, très robuste, des formes complexes et une répartition des forces propulsives équivalente sur la position du centre de gravité, voire plus intéressant qu'un mât en aluminium grâce à un rétreint (réduction de section progressive) dans les hauts. Certains amateurs, comme ce fut le cas de Marcel Bardiaux sur son voilier Inox, fabriquent également des mâts en tôle d'acier inoxydable roulé, rétreint et riveté, solution très robuste et durable, pas plus lourde qu'un mât en aluminium standard de section constante et, de résistance comparable.

## Quelques mâts particuliers
- Le mât de pavillon : mâtereau à la poupe, incliné vers l'arrière, servant à hisser le pavillon de nationalité. Nota : sur les navires de guerre, on trouve à l'extrême avant un second mât de pavillon, il s'agit du mât de pavillon de beaupré.
- Le mât de charge : sert de mât de grue pour charger un navire.
- Le mât de perroquet de beaupré : petit mât situé verticalement au bout du beaupré, pouvant porter une voile, appelée donc perroquet de beaupré —  sur les très grands navires , le beaupré peut porter un autre mât, dit mât de pavillon de beaupré —.
- Sur certains galions anciens, un 4e mât à l'arrière gréé en voile latine portait le nom de mât de bonne aventure.
- Le mot mât est également employé dans l'aéronautique pour désigner la partie qui relie un réacteur et l'aile ou le corps d'un avion. On parle dans ce cas de mât de réacteur.
- Les mâts des chapiteaux servent à tenir leur structure.
- Le mât de cocagne est un jeu traditionnel populaire.

## Matériaux
Dans les marines historiques, la préférence allait aux bois gras, ceux venant de Scandinavie ou de Russie, qu'on appelait « mâts du Nord ». Le corps d'un mât est en général un pin ou un sapin d'un seul brin, c'est-à-dire d'une seule pièce, mais le grand mât, le mât de misaine de presque tous les bâtiments qui excèdent en dimension les bricks de vingt bouches à feu sont trop forts pour qu'un seul arbre puisse les former et l'on y supplée par des assemblages.
Les mâts modernes sont en acier, en aluminium ou en matériaux composites.

## Mât de sous-marin
Un mât de sous-marin comporte :

Schéma d'un sous-marin de classe Iassen, les mâts se trouvent au repère 12.

- un massif, partie intégrante de la coque extérieure et abritant l'ensemble des mâts périscopiques hissables (périscopes, antennes diverses et tube d'air) et permettant d'assurer la veille et la navigation en surface ;
- des moyens de communication acoustique (téléphone sous-marin) et radio : récepteurs HF, U/VHF, et de communications par satellites avec des antennes sur des mâts périscopiques, récepteurs à très basse fréquence avec antenne filaire remorquée ou sur un cadre dans le massif (les ondes VLF peuvent en effet être reçues à quelques mètres d'immersion) et, pour certains sous-marins, antenne U/VHF remorquée ;
- un système de veille et de détection, principalement acoustique, composé de sonars passifs et actifs, seuls senseurs pouvant être utilisés en plongée. À l'immersion périscopique, le sous-marin peut utiliser par l'intermédiaire de mâts hissables des moyens de détection, électromagnétique actif (radar) ou passif (détecteurs de radars), optronique (périscopes de veille et d'attaque auxquels sont associés des dispositifs vidéo, de vision infra-rouge et d'amplification de lumière) ;
- pour le nouveau mât Triple-M, un lanceur de drone et un canon retractable[5].